# Carlos Galvão de Melo
Carlos Galvão de Melo (* 4. August 1921 in Buarcos, Figueira da Foz; † 20. März 2008 in Alcabideche) war ein portugiesischer Offizier und Akteur der Nelkenrevolution.
Das älteste von neun Kindern von António Augusto Ferreira de Melo und dessen Frau Cecília Rosa Teles de Noronha Galvão war nach dem Umsturz vom 25. April 1974, der das Regime des Estado Novo hinwegfegte und die Demokratie nach Portugal brachte, als Oberst der Luftwaffe Mitglied der siebenköpfigen Junta de Salvação Nacional.  Bald wurde er bekannt als eines der konservativsten, wenn nicht reaktionären Mitglieder der Junta. 
Als weit rechts stehender Politiker eingestuft, kandidierte er bei den Präsidentschaftswahlen 1980 in Portugal, erhielt aber nur einen kleinen Stimmenanteil. 
In den 1990er Jahren stand er im Mittelpunkt einer Kontroverse wegen seiner Unterstützung der Annexion Osttimors durch Indonesien.
Der zweimal Verheiratete hinterließ aus seiner ersten Ehe sechs Kinder. Er wurde 1989 von der Bundesrepublik Deutschland mit dem Großen Bundesverdienstkreuz mit Stern ausgezeichnet.

## Weblink
- Foto und Familiendaten